# Miroslava, Iași
Miroslava este satul de reședință al comunei cu același nume din județul Iași, Moldova, România.

## Monumente istorice
- Biserica „Nașterea Maicii Domnului” (1811); IS-II-m-B-04203
- Palatul Sturdza de la Miroslava (înc. sec. XIX); IS-II-m-B-04204
  - Muzeul Etnografic al Agriculturii Moldovei, în clădirea palatului Sturza

## Personalități născute aici
- Mihail Romanescu (1899 – 1952), general de aviație.

## Transport
- DJ248A 68

## Galerie

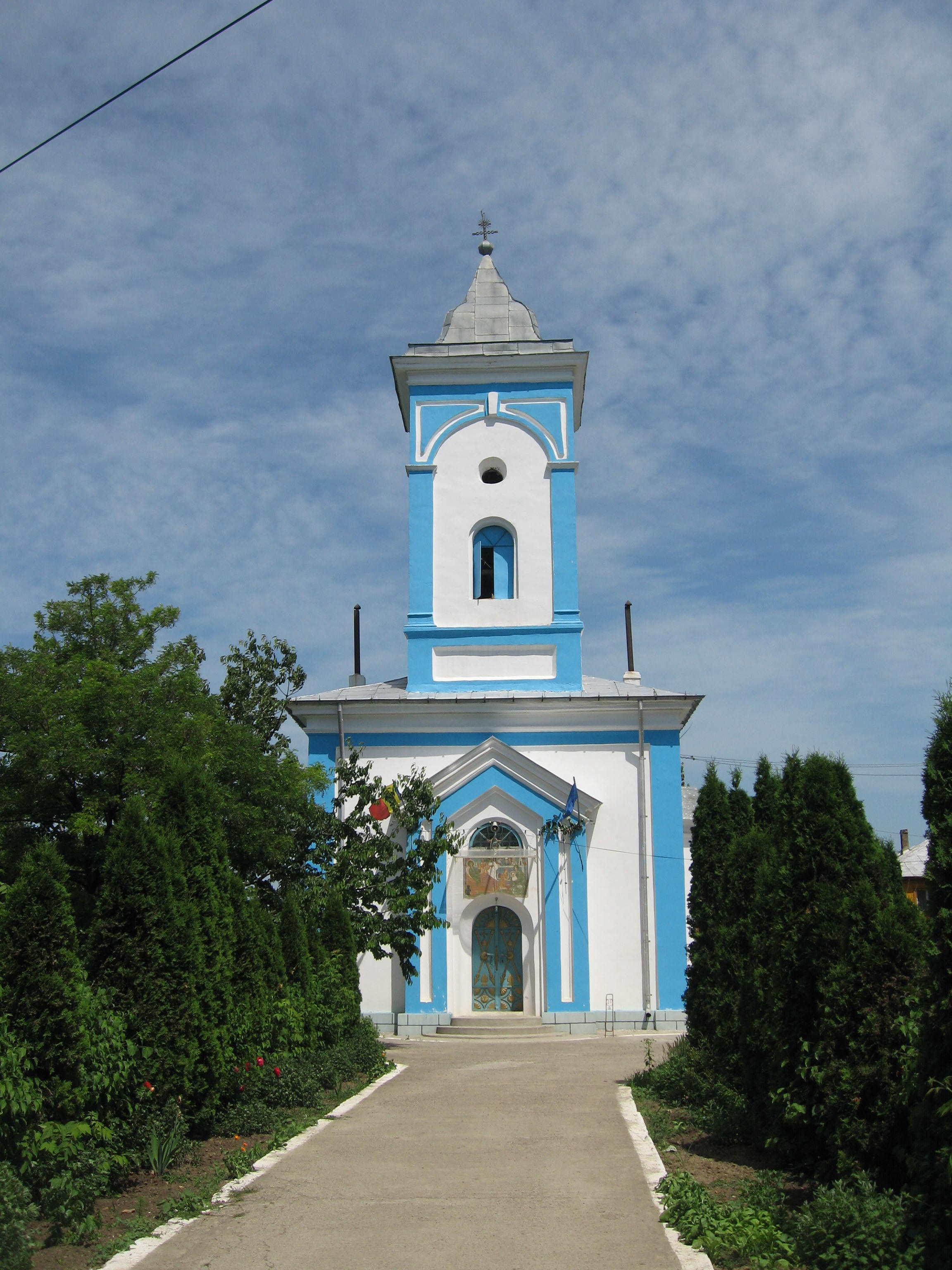
Biserica „Nașterea Maicii Domnului”
Casa Sturdza

## Legături externe
Materiale media legate de Miroslava la Wikimedia Commons